# Tsjchalta
Tsjchalta (Georgisch: ჩხალთა; Abchazisch: Чҳалҭа, Tsjchalta; Russisch: Чхалта, Tsjchalta) is een dorp in de Georgische autonome en feitelijk afgescheiden republiek Abchazië. Het was tussen 2006 en 2008 de zetel van de door de Georgische autoriteiten erkende autonome regering van Abchazië.
Het dorp ligt voor het feitelijke Abchazische gezag in het district Goelripsji, maar voor de Georgische wet ligt Tsjchalta in de gemeente Azjara (Opper-Abchazië). Tsjchalta is op ongeveer 510 meter boven zeeniveau gesitueerd in de Kodorivallei, aan de Kodori-rivier.

## Toponiem
Volgens sommige taalkundigen is het toponiem Tsjchalta door kolonisten afgeleid van een gelijkend Abchazisch woord wat de naam van het gebied was. De verbastering betekende 'paardenlift'. De rivier Tsjchalta, die bij het dorp in de Kodori uitmondt, wordt op oude kaarten ook wel aangeduid met Adsgara (Abchazisch: Аӡӷара). Dit hydroniem wordt op sommige kaarten gebruikt voor de bovenloop van de Tsjchalta.

## Geschiedenis
In de tweede helft van de 19e eeuw werd de Kodorivallei gekoloniseerd toen het Russische gezag er hervestiging van andere etniciteiten toestond. Na de Kaukasusoorlog, toen het Vorstendom Abchazië werd geannexeerd, hadden de Russen de oorspronkelijke bewoners (Tsebelda en Dal) uit de valleien in de bovenloop van de Kodori verjaagd. Uiteindelijk vestigden zich vooral Svaneten zich hier. De dorpsgemeenschap Azjara, waar Tsjchalta onder valt, was in 1926 voor 97,7% Svan.
Op de symbolische dag 27 september 2006 in verwijzing naar de val van Soechoemi werd Tsjchalta de zetel van de door de Georgische regering erkende autonome regering van Abchazië. In datzelfde jaar werd de gemeente Azjara opgericht, dat het lokale bestuur over de Georgisch gecontroleerde Kodorivallei moest uitvoeren. 

### Georgisch-Abchazisch conflict
Tsjchalta kreeg gedurende het Georgisch-Abchazisch conflict regelmatig direct te maken met de gevolgen ervan. Het dorp lag langs de vluchtroute van de honderdduizend Georgiërs die na de val van Soechoemi in september 1993 Abchazië ontvluchten. De grote Georgische gemeenschap uit Soechoemi nam deze route langs de Kodoririvier naar Svanetië over de 2630 meter hoge Chida-pas.
In oktober 2001 waren Tsjchalta en omliggende dorpen het doelwit van luchtbombardementen door helikopters. In het gebied vond een gewapende confrontatie plaats tussen Georgische troepen en Abchazische milities.
Tijdens de Russisch-Georgische Oorlog was Tsjchalta op 9 augustus 2008 met vier andere nabijgelegen dorpen doelwit van Russische luchtbombardementen. Dit gebeurde toen de Abchazische strijdkrachten een offensief openden richting de Kodorivallei om deze te veroveren op de Georgiërs.

## Demografie
Tsjchalta had 140 inwoners volgens de laatste in het gebied gehouden Georgische volkstelling (2002), waarvan 99% etnisch Georgisch. In 2002 oefende Georgië nog gezag uit over de Kodorivallei en kon de volkstelling in het gebied gehouden worden. Sinds 2008 is dat niet meer mogelijk. Bij de Abchazische volkstelling van 2011 werden 196 inwoners geteld in de gehele Azjara dorpsgemeenschap, de 16 dorpen in het bovenste deel van de Kodorivallei waar Tsjchalta deel van uitmaakt. Hiervan was 74.5% Georgisch en 16,8% Svan, een etnische Georgische subgroep uit Svanetië.
| Aantal                                                                                                   | 196         | 157  | 140 | onbekend    |  |  |  |  |  |  |  |  |  |  |
| |             |      |     |             |  |  |  |  |  |  |  |  |  |  |
| Georgiërs                                                                                                | meerderheid | 100% | 99% | meerderheid |  |  |  |  |  |  |  |  |  |  |
| Verantwoording data: 1926-2011. Noot: De Abchazische cijfers vanaf 1994 worden niet erkend door Georgië. |             |      |     |             |  |  |  |  |  |  |  |  |  |  |

## Vervoer
Tsjchalta is met de rest van Abchazië verbonden door de (Georgische) nationale route Sh10 naar Goelripsji (de 'Soechoemse militaire weg'). De weg tussen Soechoemi en Tsjchalta (via Goelripsji) werd in 1898-1903 aangelegd. In oostelijke richting gaat de Sh10 door naar de Russische grens op de 2782 meter hoge Kloechor-pas en is er een aftakking naar Sakeni die over de 2630 meter hoge Chida-pas naar het Georgisch gecontroleerde Svanetië gaat.